# Norvège au Concours Eurovision de la chanson 2022
La Norvège est l'un des quarante pays participants du Concours Eurovision de la chanson 2022, qui se déroule à Turin en Italie. Le pays est représenté par le duo Subwoolfer et leur chanson Give That Wolf a Banana, sélectionnés via le Melodi Grand Prix 2022. Le pays se classe 10e avec 182 points lors de la finale.

## Sélection
Le diffuseur norvégien NRK confirme sa participation à l'Eurovision 2022 le 28 mai 2021, confirmant dès lors la reconduction du Melodi Grand Prix comme émission de sélection.

### Format
Le format est similaire à celui utilisé lors des l'édition 2021. Il se compose de quatre demi-finales dans lesquelles quatre artistes concourent pour une place en finale. Chaque demi-finale est composée de deux duels, dont les vainqueurs s'affrontent dans un « duel d'or ». Le vainqueur de ce duel, désigné par le télévote, remporte une place en finale. Les artistes perdants participent lors du repêchage, divisé cette année en deux soirées, et au terme duquel un artiste se qualifie en finale. De plus, cinq artistes pré-qualifiés pour la finale s'ajoutent, pour une finale de dix participants. Les demi-finales se déroulent tous les samedis du 15 janvier au 5 février 2021 ; les émissions de repêchage ont lieu le 7 et 15 février et la finale le 19 février 2021. Toutes les émissions ont lieu à la H3 Arena de Fornebu

### Chansons
La période de dépôt des candidatures est ouverte du 28 mai 2021 au 15 septembre 2021. Les artistes sélectionnés et leurs chansons sont dévoilés le 10 janvier 2022.
| Interprète             | Titre                      | Auteur(s)                                                                                                   |
| ---------------------- | -------------------------- | --- |
| Alexandra Joner        | Hasta la vista             | Henrik Sæter, Jazara Aden Hutton                                                                            |
| Anna-Lisa Kumoji       | Queen Bees                 | Olli Äkräs, Alan Roy Scott, Elsbeth Rehder, Anna-Lisa Kumoji                                                |
| Christian Ingebrigtsen | Wonder of the World        | Christian Ingebrigtsen, Michael Hunter Ochs, Henrik Tala                                                    |
| Daniel Lukas           | Kvelertak                  | Daniel Lukas Kalelic, Are Næsset                                                                            |
| Eline Noelia           | Ecstasy                    | Eline Noelia Myreng, Audun Agnar Guldbrandsen, Tea Megaard                                                  |
| Elsie Bay              | Death of Us                | Elsa Søllesvik, Jonas Holteberg Jensen, Andreas Stone Johansson                                             |
| Farida                 | Dangerous                  | Farida Bolseth Benounis, Rasmus Simon Vedvik Thallaug, Atle Pettersen, Peter Newman, Hannah Dorothy Bristow |
| Frode Vassel           | Black Flowers              | Frode Vassel, Benjamin Larsen, Niklas Rosström, Celine Alette Pedersen Breivoll                             |
| Kim Wigaard            | La melodia                 | Kim Wigaard Johansen, Marius Hagen, Karianne Sissener Amundsen, Ronny Janssen                               |
| Lily Löwe              | Bad Baby                   | Lill Sofie Wilsberg, Trond Holter, Victoria Land                                                            |
| Mari Bølla             | Your Loss                  | Lars Horn Lavik, Morten Franck, Mari Eriksen Bølla                                                          |
| Maria Mohn             | Fly                        | Maria Mohn, Einar Kristiansen Five                                                                          |
| Mira Craig             | We Still Here              | Mira Craig, Bård Berg                                                                                       |
| NorthKid               | Someone                    | Helge Moen, Alex Charles, Sandra Lyng, Jim Bergsted                                                         |
| Oda Gondrosen          | Hammer of Thor             | Morten Franck, Elsa Søllesvik, Torgeir Ryssevik, Oda Kristine Gondrosen                                     |
| Sofie Fjellvang        | Made of Glass              | Sofie Fjellvang, Kjetil Mørland                                                                             |
| Steffen Jakobsen       | With Me Tonight            | Mats William Wennerberg, Nicolai Herwell                                                                    |
| Sturla                 | Skår i hjerte              | Sturla Fagerli Larsen                                                                                       |
| Subwoolfer             | Give That Wolf a Banana    | Keith, Jim, DJ Astronaut                                                                                    |
| Trollfest              | Dance Like a Pink Flamingo | Eirik Renton, Jostein Austvik                                                                               |
| Vilde                  | Titans                     | Vilde Johannessen, Ben Adams, Sindre Timberlid Jenssen                                                      |

### Émissions
- Qualifiés
- Vainqueur

#### Demi-finale 1
La première demi-finale a lieu le 15 janvier 2022.
| Duel      | Ordre | Artiste      | Chanson                    | Résultat             |
| --------- | ----- | ------------ | -------------------------- | -------------------- |
| I         | 1     | Eline Noelia | Ecstasy                    | Qualifié − Duel d'or |
| I         | 2     | Mira Craig   | We Still Here              | Repêchage            |
| II        | 1     | Trollfest    | Dance Like a Pink Flamingo | Repêchage            |
| II        | 2     | Frode Vassel | Black Flowers              | Qualifié – Duel d'or |
| Promotion |       |              |                            |                      |
| –         | –     | Elsie Bay    | Death of Us                | Qualifiés d'office   |

| Ordre | Artiste      | Chanson       | Résultat  |
| ----- | ------------ | ------------- | --------- |
| 1     | Eline Noelia | Ecstasy       | Repêchage |
| 2     | Frode Vassel | Black Flowers | Qualifé   |

#### Demi-finale 2
La deuxième demi-finale a lieu le 22 janvier 2022.
| Duel      | Ordre | Artiste                | Chanson             | Résultat             |
| --------- | ----- | ---------------------- | ------------------- | -------------------- |
| I         | 1     | Lily Löwe              | Bad Baby            | Repêchage            |
| I         | 2     | Steffen Jakobsen       | With Me Tonight     | Qualifié – Duel d'or |
| II        | 3     | Farida                 | Dangerous           | Qualifié – Duel d'or |
| II        | 4     | Daniel Lukas           | Kvelertak           | Repêchage            |
| Promotion |       |                        |                     |                      |
| –         | –     | Christian Ingebrigtsen | Wonder of the World | Qualifiés d'office   |

| Ordre | Artiste          | Chanson         | Résultat  |
| ----- | ---------------- | --------------- | --------- |
| 1     | Steffen Jakobsen | With Me Tonight | Repêchage |
| 2     | Farida           | Dangerous       | Qualifié  |

#### Demi-finale 3
La troisième demi-finale a lieu le 29 janvier 2022.
| Duel      | Ordre | Artiste       | Chanson        | Résultat             |
| --------- | ----- | ------------- | -------------- | -------------------- |
| I         | 1     | Mari Bølla    | Your Loss      | Repêchage            |
| I         | 2     | Oda Gondrosen | Hammer of Thor | Qualifié – Duel d'or |
| II        | 3     | Sturla        | Skår i hjerte  | Repêchage            |
| II        | 4     | Vilde         | Titans         | Qualifié – Duel d'or |
| Promotion |       |               |                |                      |
| –         | –     | NorthKid      | Someone        | Qualifiée d'office   |

| Ordre | Artiste       | Chanson        | Résultat  |
| ----- | ------------- | -------------- | --------- |
| 1     | Oda Gondrosen | Hammer of Thor | Qualifié  |
| 2     | Vilde         | Titans         | Repêchage |

#### Demi-finale 4
La quatrième demi-finale a lieu le 5 février 2022.
| Duel      | Ordre | Artiste         | Chanson                 | Résultat             |
| --------- | ----- | --------------- | ----------------------- | -------------------- |
| I         | 1     | Maria Mohn      | Fly                     | Qualifié – Duel d'or |
| I         | 2     | Alexandra Joner | Hasta la vista          | Repêchage            |
| II        | 3     | Kim Wigaard     | La melodia              | Repêchage            |
| II        | 4     | Sofie Fjellvang | Made of Glass           | Qualifié – Duel d'or |
| Promotion |       |                 |                         |                      |
| –         | –     | Subwoolfer      | Give That Wolf a Banana | Qualifié d'office    |

| Ordre | Artiste         | Chanson       | Résultat  |
| ----- | --------------- | ------------- | --------- |
| 1     | Maria Mohn      | Fly           | Repêchage |
| 2     | Sofie Fjellvang | Made of Glass | Qualifié  |

#### Sistesjansen– Repêchage
Grâce au repêchage, les douze chansons éliminées lors des quatre demi-finales reçoivent une dernière chance d'intégrer la finale lors des émissions de la Sistesjansen (« La dernière chance » en norvégien), diffusées les 7 et 12 février 2022. Lors de la première émission, les douze artistes participent. Quatre se qualifient pour la deuxième émission. Celle-ci se décompose en deux parties : tout d'abord les quatre chansons sont interprétées et deux artistes se qualifient pour un dernier duel. Finalement, un seul finaliste est sélectionné lors de celui-ci.
| Ordre | Interprète       | Titre                      | Résultat |
| ----- | ---------------- | -------------------------- | -------- |
| 1     | Mira Craig       | We Still Here              | Éliminé  |
| 2     | Trollfest        | Dance Like a Pink Flamingo | Round 2  |
| 3     | Eline Noelia     | Ecstasy                    | Éliminé  |
| 4     | Lily Löwe        | Bad Baby                   | Éliminé  |
| 5     | Daniel Lukas     | Kvelertak                  | Éliminé  |
| 6     | Steffen Jakobsen | With Me Tonight            | Éliminé  |
| 7     | Mari Bølla       | Your Loss                  | Round 2  |
| 8     | Sturla           | Skår i hjerte              | Éliminé  |
| 9     | Vilde            | Titans                     | Éliminé  |
| 10    | Alexandra Joner  | Hasta la vista             | Éliminé  |
| 11    | Kim Wigaard      | La melodia                 | Round 2  |
| 12    | Maria Mohn       | Fly                        | Round 2  |

| Ordre     | Interprète       | Titre                      | Résultat             |
| --------- | ---------------- | -------------------------- | -------------------- |
| 1         | Mari Bølla       | Your Loss                  | Éliminé              |
| 2         | Kim Wigaard      | La melodia                 | Éliminé              |
| 3         | Maria Mohn       | Fly                        | Qualifié – Duel d'or |
| 4         | Trollfest        | Dance Like a Pink Flamingo | Qualifié – Duel d'or |
| Promotion |                  |                            |                      |
| –         | Anna-Lisa Kumoji | Queen Bees                 | Qualifié d'office    |

| Ordre | Artiste    | Chanson                    | Résultat |
| ----- | ---------- | -------------------------- | -------- |
| 1     | Maria Mohn | Fly                        | Qualifié |
| 2     | Trollfest  | Dance Like a Pink Flamingo | Éliminé  |

#### Finale
La finale a lieu le 19 février 2022. Les deux chansons les plus populaires avanceront vers le duel d'or, dont le vainqueur représentera la Norvège au Concours Eurovision de la chanson 2022.
| Ordre | Artiste                | Titre                   | Résultat             |
| ----- | ---------------------- | ----------------------- | -------------------- |
| 1     | Oda Gondrosen          | Hammer of Thor          | Eliminé              |
| 2     | NorthKid               | Someone                 | Qualifié – Duel d'or |
| 3     | Anna-Lisa Kumoji       | Queen Bees              | Eliminé              |
| 4     | Farida                 | Dangerous               | Eliminé              |
| 5     | Sofie Fjellvang        | Made of Glass           | Eliminé              |
| 6     | Frode Vassel           | Black Flowers           | Eliminé              |
| 7     | Christian Ingebrigtsen | Wonder of the World     | Eliminé              |
| 8     | Maria Mohn             | Fly                     | Eliminé              |
| 9     | Subwoolfer             | Give That Wolf a Banana | Qualifié – Duel d'or |
| 10    | Elsie Bay              | Death of Us             | Eliminé              |

| Ordre | Interprète | Titre                   | Norvège du Sud | Norvège du Sud | Norvège centrale | Norvège centrale | Norvège du Nord | Norvège du Nord | Norvège de l'Ouest | Norvège de l'Ouest | Norvège de l'Est | Norvège de l'Est | Total   | Total | Place |
| Ordre | Interprète | Titre                   | Voix           | %              | Voix             | %                | Voix            | %               | Voix               | %                  | Voix             | %                | Voix    | %     | Place |
| ----- | ---------- | ----------------------- | -------------- | -------------- | ---------------- | ---------------- | --------------- | --------------- | ------------------ | ------------------ | ---------------- | ---------------- | ------- | ----- | ----- |
| 1     | NorthKid   | Someone                 | 28 095         | 43,44          | 40 288           | 47,22            | 79 548          | 73,47           | 57 369             | 41,12              | 106 923          | 37,84            | 312 223 | 45,89 | 2     |
| 2     | Subwoolfer | Give That Wolf a Banana | 36 576         | 56,56          | 45 038           | 52,78            | 28 731          | 26,53           | 82 146             | 58,88              | 175 615          | 62,16            | 368 106 | 54,11 | 1     |

La finale se conclut sur la victoire du duo Subwoolfer avec leur chanson Give That Wolf a Banana, qui représenteront donc la Norvège à l'Eurovision 2022.

## À l'Eurovision
La Norvège participe à la première demi-finale, le 10 mai 2022. Elle s'y classe 6e avec 177 points, se qualifiant donc pour la finale. Lors de celle-ci, elle termine à la 10e place avec 182 points.